# Compromiso (derecho)
En español, un compromiso o una cláusula compromisoria es, en Derecho, una estipulación contenida en un contrato, por  las partes se somete  al arbitraje las divergencias del cumplimiento o la interpretación del contrato o un testamento, o cualquier otra cuestión controvertida que exista entre ellas.
El término compromiso también se utiliza para referirse a cualquier tipo de acuerdo en el cual las partes asumen ciertas obligaciones, en lo que podría interpretarse como un contrato no escrito. En ese sentido, el término podría ser sinónimo de acuerdo, aunque se utiliza haciendo referencia más a la asunción de una obligación jurídica concreta que al conjunto de derechos y deberes como un todo.
- Datos: Q5780136